# Animantarx ramaljonesi
Animantarx ramaljonesi ("Ramal Jones levande fort") är en art av dinosaurier som tillhör släktet Animantarx, ett Pawpawsaurus-liknande djur som tillhör familjen Nodosauridae från äldre krita i det som idag är västra Nordamerika. Så som många andra nodosaurider inom infraordningen Ankylosauria torde den ha varit en långsam, fyrbent växtätande dinosaurie täckt av tungt benpansar i form av roddbåts-formade plattor, utan den benklubba i änden av svansen som karaktäriserar Ankylosauria. Kraniet mätte upp till 25 cm i längd, vilket anses betyda att djuret var upp till 3 meter långt.

## Namn
Släktnamnet är sammansatt av de latinska orden animatus, som betyder 'levande' eller 'livlig', samt arx, som betyder 'fort' eller 'citadell'. Detta anspelar på dess armerade natur. Faktiskt härleder namnet till en kommentar gjord i en referens av paleontologen R. S. Lull om ankylosaurier, vilken löd att "som ett levande fort måste dessa djur har varit särdeles oangripliga..." Typarten, A. ramaljonesi, är än så länge den enda kända arten, och den är döpt efter sin upptäckare Ramal Jones. Han hustru, Carol Jones, fann också den samtida dinosaurien Eolambia alldeles i närheten av fyndplatsen för Animantarx.

## Beskrivning
Enbart en art av Animantarx har hittills återfunnits. Kvarlevorna består bland annat av underkäken och bakre halvan av kraniet, tillsammans med hals- och ryggkotor samt olika delar av benen. Animantarx karaktäriseras av dess unika kombination av drag så som ett högt, välvt bakhuvud, små horn runt ögonen och på underkäken och en underkäke som enbart är till hälften täckt av ett benpansar.
Animantarx publicerades ursprungligen som en nomen nudum av Kirkland, Lucas och Estep år 1998 under namnet Anamantarx.re

## Fyndplatsen
Dess fossila kvarlevor hittades i Mussentuchit Member av Cedar Mountain-formationen i den östra delen av den nordamerikanska staten Utah. Denna sektion av formationen tros ha avlagrats mellan yngre delen av albian- och äldre delen av cenomanian-epokerna under yngre krita, eller runt 106 och 97 miljoner år sedan. Åtminstone 80 andra ryggradsdjur är kända från Mussentuchit, bland annat fiskar, grodor, ödlor, ormar, krokodiler, dinosaurier, fåglar och däggdjur, även om inte alla fynd är fullständiga nog att namnges. Många grupper av dinosaurier representeras av fossila rester från denna geologiska enhet, som de köttätande theropoderna såväl som flera olika växtätande typer, så som iguanodonten Eolambia. Närvaron av vattenlevande djur som fiskar och grodor, såväl som förstenad lera i vilken fossilen hittades, föreslår att detta var en flodslätt en gång i tiden.
Äldre lagren i Cedar Mountain-formationen innehåller olika slags arter av nodosaurier. Det äldsta lagret, känt som Yellow Cat Member, inrymmer Gastonia, medan de mellanliggande Poison Strip och Ruby Ranch Members omfattar efterlämningar som kan ha tillhört Sauropelta. Mussentuchit, som är den yngsta delen av Cedar Mountain, innehåller enbart Animantarx. Även om det fortfarande fordras en hel del undersökningar av platsen, kan man säga att detta område med grupper av dinosaurier bereder stöd för hypotesen att det fanns tre separata faunor i Cedar Mountain-formationen. Faunan i Mussentuchit inkluderar flera släkten som kan ha haft sitt ursprung i Asien, vilket föreslår en händelse då släkten rört sig från Asien till Nordamerika runt den tiden då dessa tre faunor existerade.

## Upptäckten
Fossil i denna region är ofta en aning radioaktiva, och resterna efter Animantarx hittades faktiskt tack vare en radiologisk inspektion av området utförd av Ramal Jones. Han lokaliserade en högre nivå av radioaktivitet på en viss plats där strålningen annars var förhållandevis låg. Påföljande utgrävningar på platsen lade ett fossilt skelett av Animantarx i dagen. Inga ben efter släktet hade någonsin hittats vid jordytan innan dess, och hade inspektionen inte utförts hade Animantarx kanske aldrig hittats. Den är den första dinosaurien som påträffats enbart med hjälp av teknologi.

## Klassificering
Animantarx anses allmänt vara en medlem av familjen Nodosauridae av infraordningen Ankylosauria, även om dess exakta släktskap inom familjen är osäker. De senaste kladistiska analyserna av ankylosauriernas fylogeni inkluderade inte Animantarx, även om den som utförde analyserna placerar den i Nodosauridae som incertae sedis på grund av de rundade supraorbitalens framskjutning samt ett "knoppliknande" utskott på skulderbladet. Två separata studier har visat att Animantarx är ett systertaxon till Edmontonia inom Nodosauridae.